# ناوگان ایالات متحده
ناوگان ایالات متحده (انگلیسی: United States Fleet)، سازمانی در نیروی دریایی ایالات متحده آمریکا از ۱۹۲۲ تا پس از جنگ جهانی دوم بود. مخفف CINCUS که تلفظ می‌شود "sink us" برای فرمانده کل ناوگان ایالات متحده استفاده می‌شد. در دسامبر ۱۹۴۱، تحت فرمان اجرایی ۸۹۸۴، زمانی که مجدداً تعریف شد و فرماندهی عملیاتی بر ناوگان اقیانوس اطلس، اقیانوس آرام و آسیا و همچنین تمام نیروهای ساحلی دریایی به آن‌ها داده شد، توسط COMINCH جایگزین شد.